# Samuel Lejb Gordon
Samuel Lejb Gordon, także Szmuel Lejb Gordon, pseud. „Szalag” (hebr. שמואל ליב גורדון, ur. 1865 w Lidzie, zm. 1933 w Tel Awiwie) – żydowski pisarz tworzący w języku hebrajskim, pedagog, tłumacz i biblista.

## Życiorys
Urodził się w 1865 roku w Lidzie. Tradycyjne wykształcenie żydowskie uzupełnił poprzez samokształcenie. W 1898 roku wyjechał do Palestyny, gdzie uczył w szkole dla chłopców w Jafie do chwili przejęcia instytucji przez Alliance israélite universelle.
W 1901 roku przyjechał do Warszawy, w której założył reformowany cheder. W tym okresie zaangażował się w rozwój i popularyzację literatury hebrajskiej dla dzieci. Wraz z Ben-Awigdorem założył tygodnik dla dzieci „Olam katan”, który ukazywał się w latach 1901–1905. Pismo wyróżniało się nowoczesną szatą graficzną, wysokim poziomem i popularnością. Na fali sukcesu para wydawców założyła także czasopismo „Ha-Neurim” (1904–1905) dla starszych dzieci, które jednak nie osiągnęło dużej poczytności, oraz pismo „Ha-Pedagog” (1903–1904) dla nauczycieli. Podręczniki autorstwa Gordona do nauki hebrajskiego odegrały znaczącą rolę w diasporze na początku wieku i doczekały się wielu wznowień. Gordon stał się również płodnym autorem literatury dla dzieci i młodzieży, m.in. spisując legendy historyczne, tworząc antologię popularnych piosenek dla dzieci, serię krótkich monografii wybitnych Żydów i pisząc wiersze dla dzieci. Zajmował się także tłumaczeniem na hebrajski, przekładając m.in. Króla Leara Williama Shakespeareʼa (1899), bajki Jeana de La Fontaineʼa (1907) i dzieła Israela Zangwilla.
Powrócił do Palestyny w 1924 roku, gdzie poświęcił się w pełni biblistyce. Jego dziełem życia został komentarz do Biblii zwany Szalag (od inicjałów Gordona), nad którym pracował przez dwie dekady. W swojej pracy połączył tradycyjne interpretacje ze współczesnymi badaniami, tworząc podręcznik, który do dziś jest wznawiany i wykorzystywany w nauce w izraelskich szkołach średnich.
Zmarł w 1933 roku w Tel Awiwie.